# Tom Felton
Thomas Andrew Felton også kendt som Tom Felton (født 22. september 1987 i Epsom, Surrey) er en engelsk skuespiller, bedst kendt for sin rolle som Draco Malfoy i de otte film baseret på bogserien om Harry Potter.

## Karriere
Thomas fik først rigtig opmærksomhed i Storbritannien i 1995, da han var med i et større antal tv-reklamer. Han blev internationalt kendt i 1996, da han spillede rollen som Peagreen Clock i Peter Hewitts Lånerne, og senere som Louis i filmen Anna and the King, som også havde Jodie Foster på rollelisten. Da han fik rollen som Draco Malfoy i Harry Potter-filmene, blev han kendt verden over.
Thomas er også en musiker og var medlem af hele fire forskellige kor i løbet af barndommen. Han blev også tilbudt en plads i Guilford Cathedral Choir.[kilde mangler]

## Udvalgt filmografi
- 1995 Bugs (tv-serie)
- 1997 Lånerne (orig. The Borrowers), Peagreen Clock
- 1999 Anna og Kongen (orig. Anna and the King), Louis
- 2001 Harry Potter og De Vises Sten, Draco Malfoy
- 2002 Harry Potter og Hemmelighedernes Kammer, Draco Malfoy
- 2004 Harry Potter og Fangen fra Azkaban, Draco Malfoy
- 2005 Harry Potter og Flammernes Pokal, Draco Malfoy
- 2007 Harry Potter og Fønixordenen, Draco Malfoy
- 2008 Harry Potter og Halvblodsprinsen, Draco Malfoy
- 2010 Harry Potter og Dødsregalierne - del 1, Draco Malfoy
- 2011 Harry Potter og Dødsregalierne - del 2, Draco Malfoy
- 2011 Abernes Planet: Oprindelsen, Dodge Landon
- 2014 [Murder in the first] (tv-serie), Erich Blunt
- 2017 Megan Leavey], Andrew Dean
- 2018 Ophelia, Laertes
- 2019 Braking for Whales], Brandon Walker
- 2020 Babysitterens guide til monsterjagt, Grand Guignol